# Aham
Aham är en kommun och ort i Landkreis Landshut i Regierungsbezirk Niederbayern i förbundslandet Bayern i Tyskland.
Kommunen ingår i kommunalförbundet Gerzen tillsammans med kommunerna Gerzen, Kröning och Schalkham.